# Ichthyococcus parini
Ichthyococcus parini és una espècie de peix pertanyent a la família Phosichthyidae.

## Descripció
- Pot arribar a fer 4,9 cm de llargària màxima.
- 12-13 radis tous a l'aleta dorsal i 14-16 a l'anal.[5][6]

## Hàbitat
És un peix marí i batipelàgic que viu entre 0-985 m de fondària.

## Distribució geogràfica
Es troba a l'Índic: el sud del mar d'Aràbia, la badia de Bengala i al voltant de Sri Lanka.

## Observacions
És inofensiu per als humans.